# نيل دينيس
نيل دينيس (بالإنجليزية: Neil Denis)‏ (و. 1987 – م) هو ممثل، من كندا، ولد في سيشل.

## وصلات خارجية
- نيل دينيس على موقع IMDb (الإنجليزية)
- نيل دينيس على موقع ألو سيني (الفرنسية)
- نيل دينيس على موقع أول موفي (الإنجليزية)
- نيل دينيس على موقع قاعدة بيانات الفيلم (الإنجليزية)
- نيل دينيس على موقع كينوبويسك (الروسية)